# Lorea Intxausti
Lorea Intxausti Oregi (nacida el 13 de marzo de 2000 en San Sebastián, Guipúzcoa) es una actriz española que se hizo conocida por ser una de las protagonistas de la serie de televisión Go!azen. Actualmente trabaja en el programa Vaya Semanita y en la serie de televisión Muertos, SL de Movistar. También ha participado recientemente en el largometraje de terror dirigido por Ángel González: Las reglas de Osha, y en el drama dirigido por Marta Matute Yo no moriré de amor.

## Biografía
En 2012 ganó el concurso de Cuentos para la Paz y los Derechos Humanos de San Sebastián y en 2014 fue galardonada en la Olimpiada Matemática Eduardo Chillida del País Vasco. Formó parte del grupo de danzas vascas Gero Axular. Participó en el grupo de teatro Gaztetxo, después de presentarse al casting para el musical Charlie y la fábrica de chocolate. Allí actuó en 8 obras, además de dirigir otras 3 para grupos infantiles y juveniles.
Estudió Ingeniería Informática y Administración y Dirección de Empresas. Finalizó ambas carreras en 2023, y además de recibir el premio al mejor expediente académico, recibió el premio Sebastián Iruretagoyena por su trabajo fin de grado en Dirección de Empresas.
En junio de 2023 se graduó en la escuela TAE (Taller de Artes Escénicas) de San Sebastián.

## Trayectoria actoral
Ha sido una de las protagonistas de la serie de televisión vasca en euskera Goǃazen, interpretando el papel de June. Su trabajo se ha prolongado durante 6 temporadas, desde 2019 hasta 2025, además de protagonizar Go!azen Etxean en el 2020.
En 2020, comenzó a realizar sketches en el programa especial Vaya Semanita Xtream, junto a Andoni Agirregomezkorta, Iker Galartza, Maribel Salas y Miriam Cabeza. En 2021, 2022 y 2023, participó en 3 temporadas del programa Ene!flix, también con sketches humorísticos. Con el regreso del formato de Vaya Semanita en 2024, Lorea se ha unido al elenco regular del popular programa. 
En 2023 y 2024, Movistar grabó las tres primeras temporadas de la serie de televisión Muertos, S. L. Entre otros, junto a Aitziber Garmendia y Carlos Areces. Interpreta a la camarera del café del tanatorio: Laia.
En el ámbito teatral, entre sus últimos trabajos destacan las obras Solo hasta mañana y Fake, Trampantojo, estrenada en el Teatro Arriaga, así como la obra Tere y Tere representada en el Palacio Euskalduna, junto a Loli Astoreka.
También ha realizado otros trabajos, como el Libro Challenge para promover la cultura, presentaciones de galas y eventos, trabajos de doblaje, podcasts, etc.

## Lista de trabajos

### Televisión
- Goǃazen 6.0 (2019-2020). Junio (13 episodios)
- Especial de Nochevieja de Goǃazen 2020 (2019)
- Vaya Semanita Xtream (2020)
- Go!azen Etxean (2020)
- Goǃazen 7.0 (2020-2021)
- Ene!flix 2021 (2021)
- Go!azen 8.0 (2021-2022)
- Ene!flix 2022 (2022)
- Go!azen 9.0 (2022-2023)
- Ene!flix 2023 (2023)
- Go!azen 10.0 (2023-2024)
- Go!azen 11.0 (2024-2025)
- Muertos S.L. (2024-...). Laia.
- Vaya Semanita (2024-...)

### Teatro
- Fake. Trampantojo (2021-2023)
- Sólo hasta mañana (2024)

### Otras trabajos
- Libro Challenge (2020, 2021)
- Presentación del Festival Internacional de Cine Amateur Begiradak (2022, 2023)
- Podcast de Sara eta Paul (2022)
- Doblaje de la película francesa al euskera Mon cirque à moi. Director de doblaje: Iñaki Beraetxe (2022)